# Die Rückkehr der Plagen
Die fünfteilige Dokumentationsserie Die Rückkehr der Plagen von Johannes Backes erzählt von den Gefahren durch den vom Menschen verursachten Klimawandel auf der Erde.
Es wird dabei Bezug auf die Zehn Plagen in der Bibel genommen. Darin werden die negativen ökologischen Auswirkungen des globalen Klimawandels, des Welthandels auf die örtlichen Ökosysteme, auf die menschliche Gesellschaft und damit auf jeden Einzelnen sowohl in der Vergangenheit, der Gegenwart, als auch in der Zukunft, anhand von Beispielen vor Ort dargelegt.

## Folgen der Serie
- Blutiges Wasser
- Gefährliche Stiche, siehe auch Denguefieber
- Tödliches Wetter
- Gefräßige Heuschrecken
- Fatale Finsternis

## Produktion und Ausstrahlung
An der Produktion waren neben Johannes Backes auch Herbert Ostwald, Christiane von Schwind und die Firmen PRE TV, Taglicht Media und  das ZDF beteiligt. Die Serie wurde in den Jahren 2007 bis 2013 auch bei n-tv, arte, ZDFinfo, ZDF neo, ZDFdokukanal, Phoenix, Discovery Channel, Discovery HD, Discovery  Geschichte mehrfach ausgestrahlt.